# Cipro (métro de Rome)
Cipro - Musei Vaticani (« Chypre - Musées du Vatican ») est une station de la ligne A du métro de Rome.

## Situation sur le réseau
Établie en souterrain, la station Cipro est située sur la ligne A du métro de Rome, entre les stations Valle Aurelia, en direction de Battistini, et Ottaviano - San Pietro - Musei Vaticani, en direction de Anagnina.